# صفيحة بورما

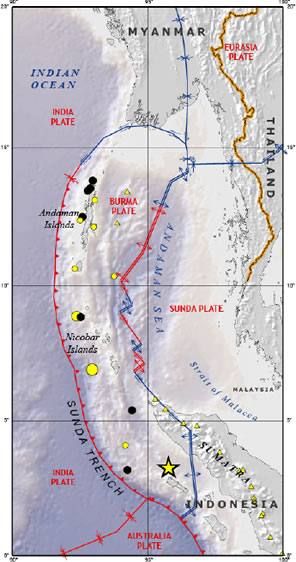
تُظهر صفيحة بورما الحدود مع الصفيحة الهندية (خندق سوندا) وصفيحة ساندا (عبر بحر أندامان)

صفيحة بورما هي صفيحة تكتونية ثانوية أو صفيحة صغيرة تقع في جنوب شرق آسيا، وتعد أحيانًا جزءًا من الصفيحة الأوراسية الأكبر. تقع جزر أندمان وجزر نيكوبار وشمال غرب سومطرة على الصفيحة. يفصل هذا القوس بحر أندامان عن المحيط الهندي الرئيسي إلى الغرب.
إلى الشرق تقع صفيحة ساندا [الإنجليزية]، التي تنفصل عنها على طول حدود تحويلية، تمتد في خط تقريبي بين الشمال والجنوب عبر بحر أندامان. هذه الحدود بين صفائح بورما وسوندا هي مركز تمدد هامشي في قاع البحر، مما أدى إلى انفتاح بحر أندامان(1) عن طريق "دفع" قوس أندامان ونيكوبار وسومطرة من البر الرئيسي لآسيا، بدأت العملية بجدية منذ حوالي 4 ملايين سنة.
إلى الغرب توجد الصفيحة الهندية الأكبر بكثير، والتي تنخفض تحت الوجه الغربي لصفيحة بورما. شكلت منطقة الاندساس الواسعة هذه خندق سوندا.

## التاريخ التكتوني
في نماذج للتاريخ التكتوني الذي أعيد بناؤه للمنطقة، نتج عن الحركة الشمالية للصفيحة الهندية الأسترالية تصادمها الجوهري مع قارة أوراسيا، والذي بدأ خلال الفترة الفجرية، منذ حوالي 50-55 مليون سنة. أدى هذا الاصطدام مع آسيا إلى نشوء الارتفاع الذي شكل جبال الهيمالايا، بالإضافة إلى تَكَسُّر الصفيحة الهندية الأسترالية إلى الصفيحة الهندية الحديثة، والصفيحة الأسترالية، وربما صفيحة الجدي [الإنجليزية].
عندما انجرفت الصفيحة الهندية شمالًا بمعدل سريع نسبيًا يبلغ متوسطه 16 سم/سنة، وتدور أيضًا في اتجاه عكس عقارب الساعة. نتيجة لهذه الحركة والدوران، كان التقارب على طول الحدود الشرقية للصفيحة (منطقة بورما-أندامان-الملايو) مع أوراسيا بزاوية مائلة.
بدأت قوى التحويل على طول جبهة الاندساس هذه في الانحناء في اتجاه عقارب الساعة لقوس سوندا؛ نشأ  في أواخر العصر الأوليغوسيني(2) المزيد من التفلق وبدأت صفيحتي بورما وسوندا الصغيرتين في "الانفصال" عن الصفيحة الأوراسية الأكبر.
بعد سلسلة أخرى من التفلق التحويلي، والانهيار المستمر للصفيحة الهندية تحت صفيحة بورما، شهد انتشار القوس الخلفي تشكيل الحوض الهامشي ومركز انتشار قاع البحر الذي سيصبح بحر أندامان، وهي عملية جارية في منتصف العصر البليوسيني(3).

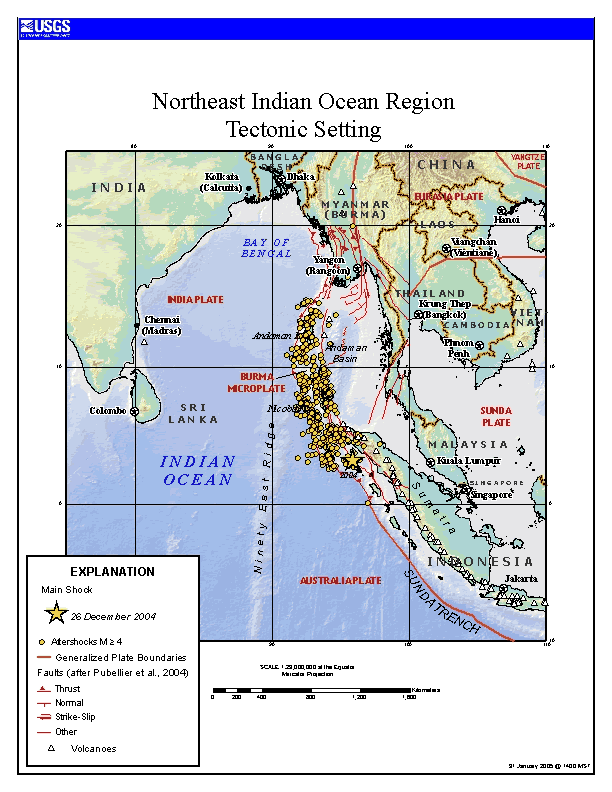
يُظهر قوس سوندا الغربي والخندق نشاطًا تكتونيًا وزلزاليًا.

## النشاط التكتوني الأخير
في 26 ديسمبر 2004، انزلق جزء كبير من الحدود بين صفيحة بورما والصفيحة الهندية، مما تسبب في زلزال وتسونامي المحيط الهندي عام 2004. كان هذا الزلزال الهائل [الإنجليزية] بقوة تقدر بنحو من 9.1 إلى9.3.

## الهوامش
- 1:  من اتجاه جنوبي.
- 2:  حوالي 32 مليون سنة.
- 3: .من 3 إلى 4 ملايين سنة.